# Мартини (коктейль)
Марти́ни (англ. Martini или англ. Dry Martini) — коктейль-аперитив, традиционно на основе джина и вермута. Входит в число официальных коктейлей Международной ассоциации барменов (IBA), категория «Незабываемые» (англ. Unforgettables).

## Название
Точное происхождение мартини неизвестно, в качестве места его изобретения называются столь удалённые друг от друга американские города как Йонкерс, Новый Орлеан, Сан-Франциско.
Традиционно местом происхождения мартини считается Сан-Франциско, а название выводится из более раннего англ. Martinez. Название англ. Martinez подтверждается письменными источниками 1880-х годов, но его происхождение в свою очередь объясняется разнообразными легендами. Питер Тамони считает, что утрата последнего согласного произошла или по практическим причинам (например, образовать множественное число от англ. Martinez — что полезно при заказе напитков — невозможно), или, что более вероятно, под влиянием названия вермута «Мартини».

## Состав

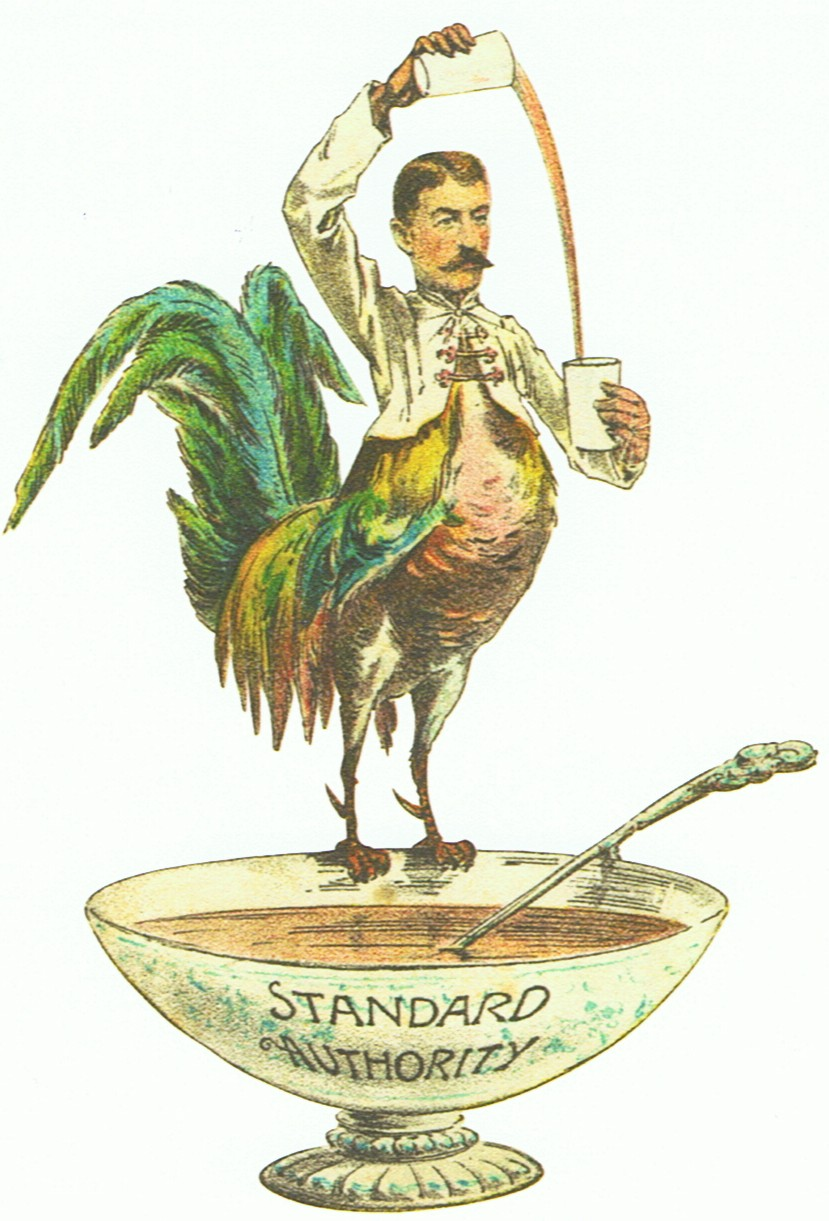
Коктейль Билл на карикатуре

Первоначальный мартини был сладким — рецепт 1887 года рекомендует добавить сироп, если заказчик хочет напиток послаще. Но уже в 1891 году У. Бутби по прозвищу «Коктейль Билл» не рекомендует никаких сладких добавок, так как «джин Old Tom Cordial и итальянский вермут и так достаточно сладкий».
В первой половине XX века напиток стал суше: итальянский вермут был заменён на более сухой французский, во время второй мировой войны отношение джина к вермуту доходило до 16:1, а в экстремальных случаях ультрасухого мартини требовался лишь «шёпот» вермута, который достигался разбрызгиванием вермута или ополаскиванием бокала вермутом перед тем, как влить джин. В шутку утверждалось, что для достижения нужной пропорции бармену достаточно в момент вливания джина посмотреть на бутылку с вермутом.
Д. Эмбери в своей книге «Изящное искусство смешивания напитков» говорит, что «сухие мартини» вряд ли являются мартини в нормальном смысле слова; Виктория Мур отметила, что на самом деле пьющий такой коктейль по сути пьёт чистый джин — что в общем-то не принято в приличном обществе — и ритуал приготовления ультрасухого мартини является лишь оправданием этого поведения.
Версия мартини из равных частей вермута и джина в настоящее время называется «пятьдесят на пятьдесят».

## История
Мартини был изобретён в Америке в 1870-х годах и получил широкое распространение в «позолоченный век». Коктейль впервые упомянут в руководствах для барменов в 1880-х годах.

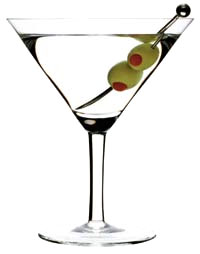
Традиционный бокал с нетрадиционными оливками

До середины XX века коктейль мартини состоял в основном из двух ингредиентов: джина и вермута, смесь в охлаждённом виде подавалась в бокале на ножке, украшенном оливкой или другим «гарниром». В 1920-х годах напиток стал подаваться почти исключительно в привычном сегодня специализированном конусовидном бокале.

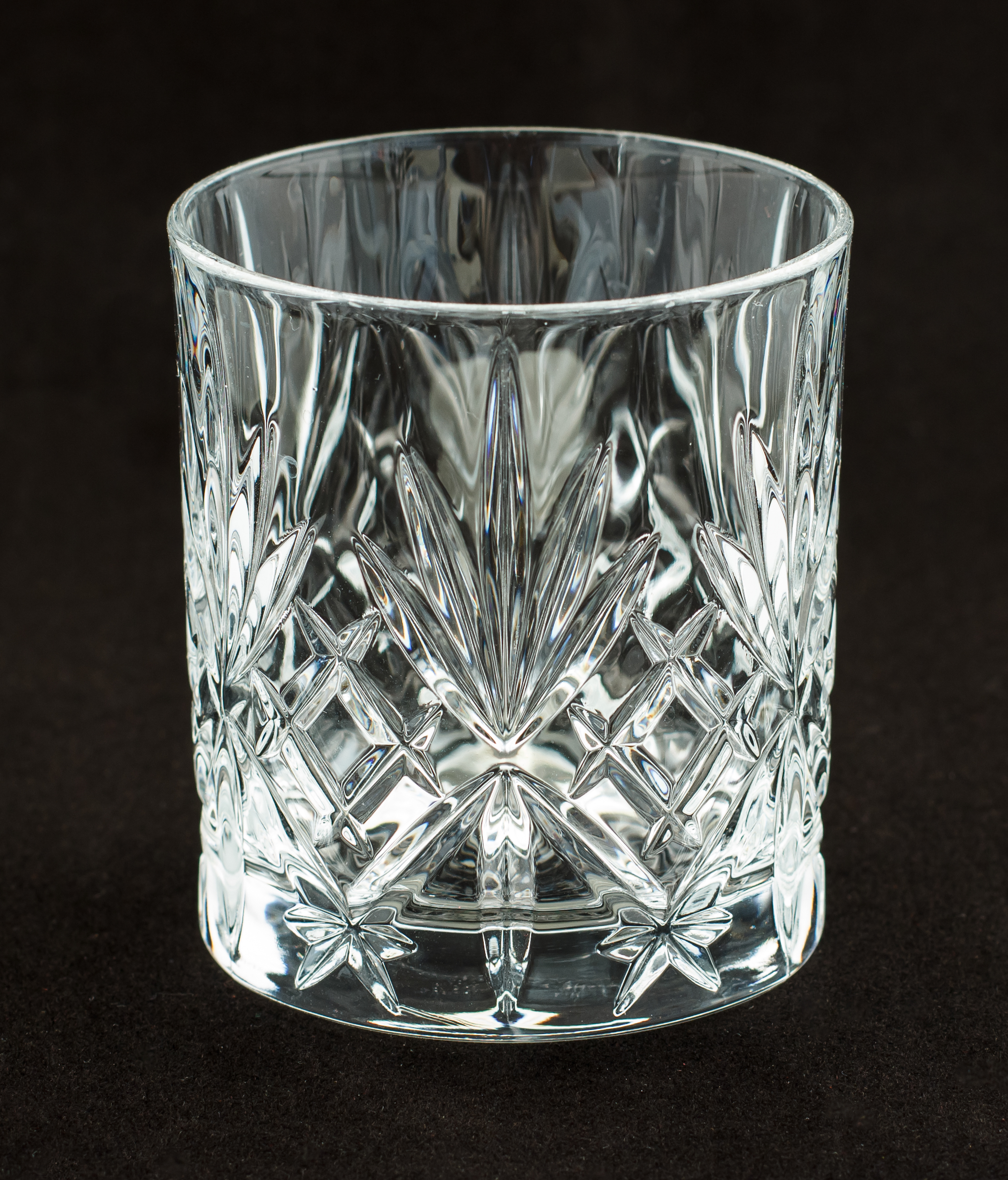
Старомодный бокал

В 1950-х годах произошли изменения: джин часто заменялся на водку, а бокал — на «старомодный», коктейль подавался со льдом. Изменения стали настолько популярными, что появился даже специальный англоязычный термин для обозначения традиционного мартини, англ. straight up martini.
С возрождением интереса к мартини в 1990-х годах конусовидный бокал вернулся — но содержание его поменялось. Под названием «мартини» бары стали предлагать десятки коктейлей по самым разным рецептам, которые по сути объединяло лишь использование конусовидного бокала. В коктейле стали появляться более одной оливки, их стали есть (традиционалисты по-прежнему рассматривают — единственную! — оливку в мартини как украшение). Рестораны стали даже использовать бокал для мартини для подачи еды, в качестве специализированной тарелки. Известен и эспрессо-мартини на базе кофе - опять-таки от мартини в нём используется только бокал.

## Образ
Впервые мартини был упомянут в художественном произведении в 1896 году (в юмористической заметке англ. A Daring Game в августовском номере журнала англ. Crescent, написанной неизвестным автором под псевдонимом англ. Hidley Dhee).
В своей монографии Л. Эдмундс называет мартини «политически некорректным» и предлагает следующие 7 утверждений о мартини:
1. мартини — американский напиток (а не европейский или азиатский);
2. мартини — напиток городской и изощрённый, а не деревенский и простой;
3. мартини — напиток для важных, а не простых людей;
4. мартини — напиток для мужчин, а не женщин;
5. мартини — напиток оптимистов, а не пессимистов;
6. мартини — напиток для взрослых, а не для детей;
7. мартини — напиток прошлого, а не настоящего.

Эдмундс особо отмечает последнее свойство мартини: в каждый момент времени он кажется напитком предыдущего поколения.
Г. Л. Менкен назвал мартини «единственным американским изобретением, столь же совершенным, как сонет», а Э. Б. Уайт назвал его «эликсиром тишины».
Вымышленный шпион Джеймс Бонд иногда просил водку с мартини «встряхивать, но не перемешивать». Гарри Крэддок в книге The Savoy Cocktail Book (1930): рекомендовал для всех своих рецептов мартини хорошо встряхнуть и процедить в бокал. Правильное название для взболтанного мартини — Брэдфорд. Уильям Сомерсет Моэм часто писал, что «мартини следует всегда перемешивать, а не взбалтывать, чтобы молекулы чувственно лежали друг на друге».